# ICD-10 챕터 V: 정신 및 행동 장애
ICD-10 목록의 5번째 챕터이다. F00~F99까지를 포괄하며, 정신 및 행동 장애(Mental and behavioural disorders)에 관한 것이다.

## F00–F99 – 정신 및 행동 장애

### (F00–F09)기질성또는 증상성 정신장애
- F00 알츠하이머병에서의 치매
- F01 혈관성 치매
  - F01.1 다발경색 치매
- F02 다른 곳에 분류된 기타 질병에서의 치매
  - F02.0 픽 병에서의 치매
  - F02.1 크로이츠펠트-야코프 병에서의 치매
  - F02.2 헌팅턴 병에서의 치매
  - F02.3 파킨슨 병에서의 치매
  - F02.4 인간 면역결핍 바이러스(HIV) 질병에서의 치매
- F03 명시되지 않은 치매
- F04 기질성 기억 상실 증후군, 알코올 또는 기타 향정신성약물에 의해 유도되지 않은 것
- F05 섬망, 알코올 또는 기타 향정신성약물에 의해 유도되지 않은 것
- F06 뇌손상, 뇌기능장애 및 신체 질환으로 인한 기타 정신 장애
- F07 뇌손상, 뇌기능장애 및 신체 질환으로 인한 인격 및 행동 장애
- F09 명시되지 않은 기질성 또는 증상성 정신 장애

### (F10–F19) 향정신성의약품 사용으로 인한 정신 및 행동 장애
- 비고: 다음 질환은 F10-19까지의 각 코드에 대한 분류이다.
  - (F1x.0) 급성 약물 중독
  - (F1x.1) 약물 남용
  - (F1x.2) 약물의존증
  - (F1x.3) 금단 증상
  - (F1x.4) 섬망을 동반한 금단 증상
  - (F1x.5) 정신장애
  - (F1x.6) 기억상실증
  - (F1x.7) 잔류형·후발성 정신장애
  - (F1x.8) 기타 정신 및 행동 장애
  - (F1x.9) 분류되지 않는 정신 및 행동 장애

| 물질                                           | F1x.0                          | F1x.1                  | F1x.2               | F1x.3                  | F1x.4    | F1x.5           | F1x.6                      | F1x.7               |
| ---------------------------------------------- | ------------------------------ | ---------------------- | ------------------- | ---------------------- | -------- | --------------- | -------------------------- | ------------------- |
| F10 알코올                                     | 급성 알코올 중독 (알코올 중독) | 알코올 남용            | 알코올 의존증       | 알코올 금단 증상       | 진전섬망 | 알코올성 환각증 | 알코올성 코르사코프 증후군 |                     |
| F11 아편                                       | 아편 과다복용                  |                        | 아편 의존증         |                        |          |                 |                            |                     |
| F12 카나비노이드(대마초 등)                    | 카나비노이드 단기 효과         |                        | 카나비노이드 의존증 |                        |          |                 |                            |                     |
| F13 진정제나 수면제                            | 벤조디아제핀 과다복용          | 벤조디아제핀 약물 남용 | 벤조디아제핀 의존증 | 벤조디아제핀 금단 현상 |          |                 |                            |                     |
| F14 코카인                                     | 코카인 중독증                  |                        | 코카인 의존증       |                        |          |                 |                            |                     |
| F15 기타 각성제, 카페인 포함                   |                                |                        |                     |                        |          | 각성제 정신증   |                            |                     |
| F16 환각제                                     |                                |                        |                     |                        |          |                 |                            | 환각제 후 인지 장애 |
| F17 담배                                       |                                |                        |                     | 니코틴 금단 현상       |          |                 |                            |                     |
| F18 휘발성 용액                                |                                |                        |                     |                        |          |                 |                            |                     |
| F19 다중 약물 사용 및 기타 향정신성의약품 사용 |                                |                        |                     |                        |          |                 |                            |                     |

### (F20–F29) 조현병, 분열 및 망상 장애
- F20 조현병(구칭 정신분열병)
  - F20.0 편집형 조현병
  - F20.1 파괴형 조현병 (혼란형 조현병)
  - F20.2 긴장형 조현병
  - F20.3 미분화형 조현병
  - F20.4 후조현병 우울병
  - F20.5 잔류형 조현병
  - F20.6 단순형 조현병
  - F20.8 기타 조현병
  - F20.9 조현병, 지정되지 않음
- F21 분열성 장애
- F22 지속성 망상 장애
  - F22.0 망상 장애
  - F22.8 기타 지속성 망상장애
- F23 급성 및 일과성 정신 장애
- F24 유발성 망상 장애
  - 감응정신병 (Folie à deux)
- F25 분열정동성 장애
- F28 기타 비기질성 정신 장애
- F29 지정되지 않은 비기질성 정신병

### (F30–F39) 기분 (정동) 장애
- F30 조증 삽화
  - F30.0 경조증
  - F30.1 정신증을 동반하지 않는 조증
  - F30.2 정신증을 동반하는 조증
  - F30.8 기타 조증
  - F30.9 조증, 분류되지 않음
- F31 양극성 정동장애 (조울증)
  - F31.0 양극성 장애, 현재 삽화 경조증
  - F31.1 양극성 장애, 현재 삽화 정신증을 동반하지 않는 조증
  - F31.2 양극성 장애, 현재 삽화 정신증을 동반하는 조증
  - F31.3 양극성 장애, 현재 삽화 경도나 중등도의 우울증
  - F31.4 양극성 장애, 현재 삽화 정신증을 동반하지 않는 심각한 우울증
  - F31.5 양극성 장애, 현재 삽화 정신증을 동반하는 심각한 우울증
  - F31.6 양극성 장애, 현재 삽화 혼합
  - F31.7 양극성 장애, 현재 완화 상태
  - F31.8 기타 양극성 장애
    - 양극성 장애 II형
    - 재발성 조증 NOS
- F31.9 양극성 장애, 분류되지 않음
- F32 우울증 삽화
  - F32.0 경도의 우울증
  - F32.1 중등도의 우울증
  - F32.2 정신증을 동반하지 않는 심각한 우울증
  - F32.3 정신증을 동반하는 심각한 우울증
  - F32.8 기타 우울증
    - 비정형 우울증
    - 가면 우울증 단일 삽화 NOS

  - F32.9 우울증, 분류되지 않음
- F33 재발성 우울성 장애
- F34 지속성 기분 (정동) 장애
  - F34.0 순환성 기분장애
  - F34.1 기분부전장애
- F38 기타 기분 (정동) 장애
- F39 분류되지 않는 기분 (정동) 장애

### (F40–F48) 신경증적, 스트레스 관련 및 신체형 장애
- F40 공포성 불안 장애
  - F40.0 광장 공포증
  - F40.1 사회 공포증
    - 대인공포증

  - F40.2 특정 (고립) 공포증
    - 고소 공포증
    - 동물 공포증
    - 폐소 공포증
    - 단순 공포증
- F41 기타 불안 장애
  - F41.0 공황 장애 (우발적 발작성 불안)
  - F41.1 범불안장애
- F42 강박 장애
- F43 극심한 스트레스에 대한 반응 및 적응 장애
  - F43.0 급성 스트레스 반응(ASD)
  - F43.1 외상 후 스트레스 장애 (PTSD)
  - F43.2 적응 장애(AD)
- F44 해리성 (전환성) 장애
  - F44.8 기타 해리성 장애
    - 간저 증후군
    - 다중 인격
- F45 신체형 장애
  - F45.0 신체화 장애
    - 브리케 증후군
- F48 기타 신경성 장애

### (F50–F59) 생리적 교란 및 물리적 요인과 관련된 행동 증후군
- F50 섭식 장애
  - F50.0 신경성 식욕부진증
  - F50.1 비정형성 신경성 식욕부진증
  - F50.2 폭식증
  - F50.3 비정형성 폭식증
  - F50.4 기타 심리적 장애 관련 과식
  - F50.5 기타 심리적 장애 관련 구토
- F51 비기질적 수면 장애
  - F51.0 비기질성 불면증
  - F51.1 비기질성 과다수면
  - F51.2 비기질성 수면각성 주기 장애
  - F51.3 몽유병
  - F51.4 야경증
  - F51.5 악몽
- F52 기질적 장애나 질병에 의하지 않은 성기능 장애
  - F52.0 성욕의 결핍 또는 상실
  - F52.1 성 혐오 및 성적 쾌감 결핍
  - F52.2 생식기 반응 부전
    - 발기부전

  - F52.3 오르가즘 이상
  - F52.4 조루
  - F52.5 비기질적 질경련
  - F52.6 비기질적 성교통
  - F52.7 성욕과다증
- F53 산후기와 관련된 정신적 및 행동적 장애, 달리 명시되지 않음
  - F53.0 경증의 산후기와 관련된 정신적 및 행동적 장애, 달리 명시되지 않음
    - 경증 산후우울증

  - F53.1 중증의 산후기와 관련된 정신적 및 행동적 장애, 달리 명시되지 않음
    - 중증 산후우울증

### (F60–F69) 성인 인격 및 행동 장애
- F60 특정 인격 장애
  - F60.0 편집성 인격 장애
  - F60.1 분열성 인격 장애
  - F60.2 반사회성 인격 장애
  - F60.3 경계선 인격 장애
  - F60.4 연극성 인격 장애
  - F60.5 강박성 인격 장애
  - F60.6 회피성 인격 장애
  - F60.7 의존성 인격 장애
  - F60.8 기타 특정 인격 장애
  - F60.9 달리 명시되지 않은 인격 장애
- F61 혼합형 및 기타 인격 장애
- F62 뇌손상 및 질병에 의한 것이 아닌 지속적 인격 변화
- F63 습관 및 충동 장애
  - F63.0 병적 도박
  - F63.1 병적 방화
  - F63.2 도벽
  - F63.3 발모벽
  - F63.8 기타 습관 및 충동 장애
    - 간헐적 폭발성 장애
- F64 성정체성 장애
  - F64.0 성전환증
  - F64.1 이중역할 의상도착증
  - F64.2 아동기의 성정체성 장애
- F65 성도착증
  - F65.0 성적 페티시즘
  - F65.1 페티시적 의상도착증
  - F65.2 노출증
  - F65.3 관음증
  - F65.4 소아성애증
  - F65.5 가피학증
  - F65.6 다중 성도착증
  - F65.7 기타 성도착증
    - 마찰성욕도착증
    - 시체성애증
    - 동물성애증
- F66 성적 발달 및 지향 관련 정신적, 행동적 장애
  - F66.0 성적 성숙 장애
  - F66.1 자아 이질적 성적 지향
  - F66.2 성적 관계 장애
- F68 기타 성인 인격 및 행동 장애
- F69 명시되지 않은 성인 인격 및 행동 장애

### (F70–F79) 정신지체
- F70 경증 정신지체
- F71 중등도 정신지체
- F72 심한 정신지체
- F73 극심한 정신지체
- F78 기타 정신지체
- F79 명시되지 않은 정신지체

### (F80–F89) 심리적 발달 장애
- F80 말과 언어의 특정 발달 장애
  - F80.0 특정 말 표현 장애
  - F80.1 표현형 언어 장애
  - F80.2 수용형 언어 장애
- F81 학업능력 관련 특정 발달 장애
  - F81.0 특정 읽기 장애
    - 발달성 난독증

  - F81.1 특정 철자 장애
  - F81.2 산수 능력 관련 특정 장애
    - 발달성 계산불능증
- F82 운동기능의 특정 발달 장애
  - 발달성 협응장애
- F84 전반적 발달 장애
  - F84.0 소아기 자폐증
  - F84.1 상세불명의 전반적 발달 장애
  - F84.2 레트 증후군
  - F84.3 기타 소아기 붕괴성 장애
  - F84.4 정신 지체 및 상동적 운동과 관련된 과활동 장애
  - F84.5 아스퍼거 증후군

### (F90–F98) 아동기 및 청소년기에 주로 발병하는 기타 행동 및 정서 장애
- F90 과운동성 장애
  - F90.0 활동 및 주의력 장애
    - 주의력결핍 과다행동장애 (ADHD)

  - F90.1 과운동성 품행 장애
- F91 품행 장애
  - F91.0 가족관계에 한정된 품행 장애
  - F91.1 사회화되지 않은 품행 장애
  - F91.2 사회화된 품행 장애
  - F91.3 적대성 반항 장애
- F94 특히 아동기나 청소년기에 발병하는 사회 기능 장애
  - F94.0 선택적 함구증
  - F94.1 아동 반응성 애착 장애
  - F94.2 아동 무억제성 애착 장애
- F95 틱 장애
  - F95.0 일시적 틱 장애
  - F95.1 만성 운동성 또는 음성 틱 장애
  - F95.2 음성 및 운동성 복합 틱 장애 (투렛 증후군)
- F98 기타 주로 아동기 및 청소년기에 발병하는 행동 및 감정 장애
  - F98.0 야뇨증
  - F98.1 유분증
  - F98.5 말더듬증
  - F98.6 속화증(速話症)

### (F99) 명시되지 않은 정신 장애
- F99 달리 분류되지 않는 정신 질환

## 같이 보기
- ICD-10
- DSM-5